# Markéta Gregorová

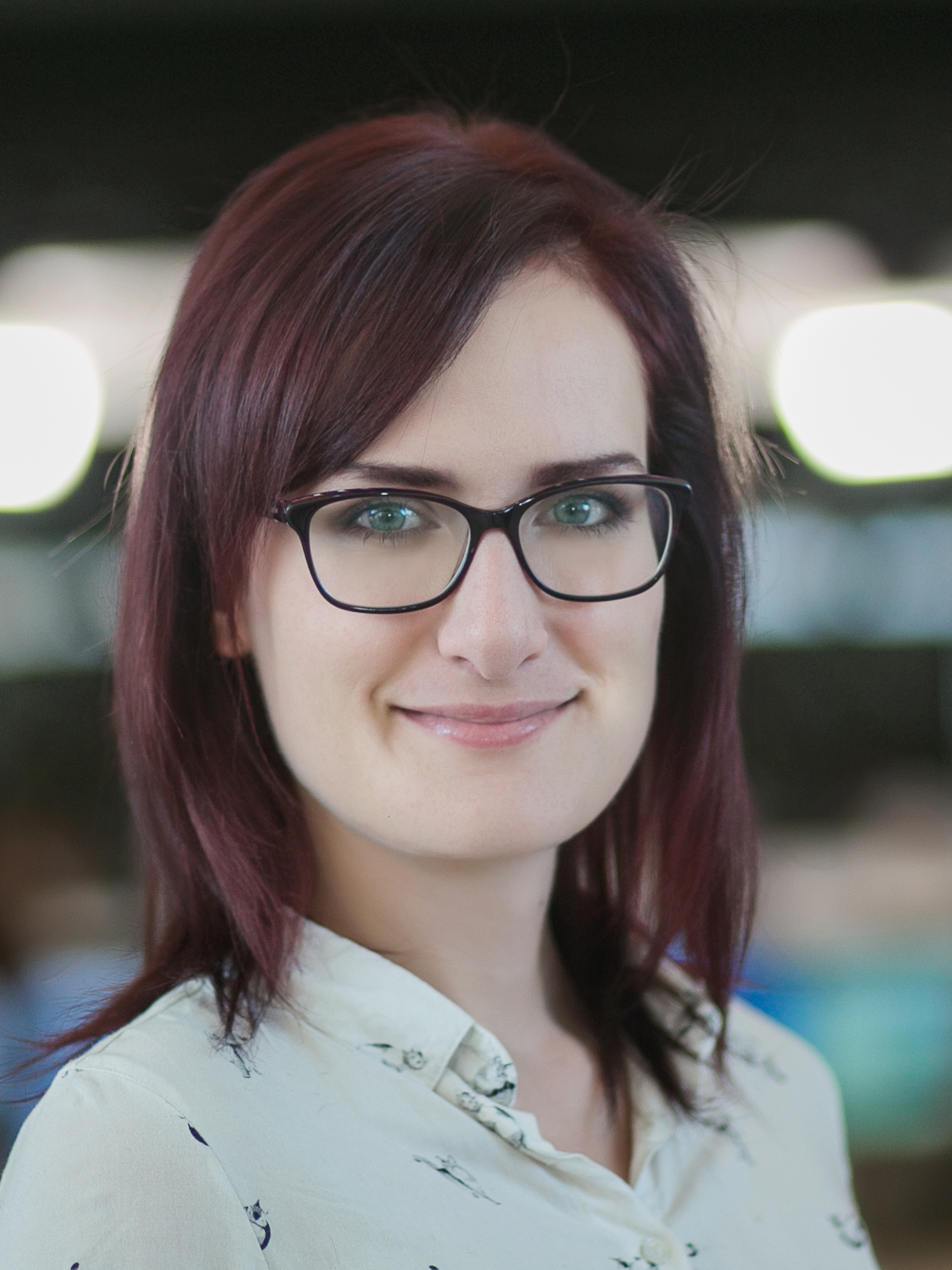
Markéta Gregorová (2019)

Markéta Gregorová (* 14. Januar 1993 in Most) ist eine tschechische Aktivistin und Politikerin der Česká pirátská strana. Im Zuge der Europawahl 2019 gewann sie ein Mandat und ist seitdem Mitglied des neunten Europäischen Parlaments als Teil der Fraktion Die Grünen/EFA.

## Leben

### Jugend und Ausbildung
Markéta Gregorová wurde am 14. Januar 1993 in Most geboren, wo sie auch aufwuchs. Nach ihrer Schulausbildung am Podkrušnohorské gymnázium, zog sie nach Brünn, um dort an der Masaryk-Universität Internationale Beziehungen und Europastudien zu studieren. Sie schloss ihr Studium im Januar 2016 mit einem Bachelor ab. Anschließend arbeitete sie als E-Commerce-Spezialistin und Testerin von Webanwendungen. Seit 2017 arbeitete sie in Teilzeit für die Piratenpartei sowie als PR-Spezialistin für eine gemeinnützige Organisation.
Seit 2012 lebt sie hauptsächlich in Brünn.

### Politisches Engagement

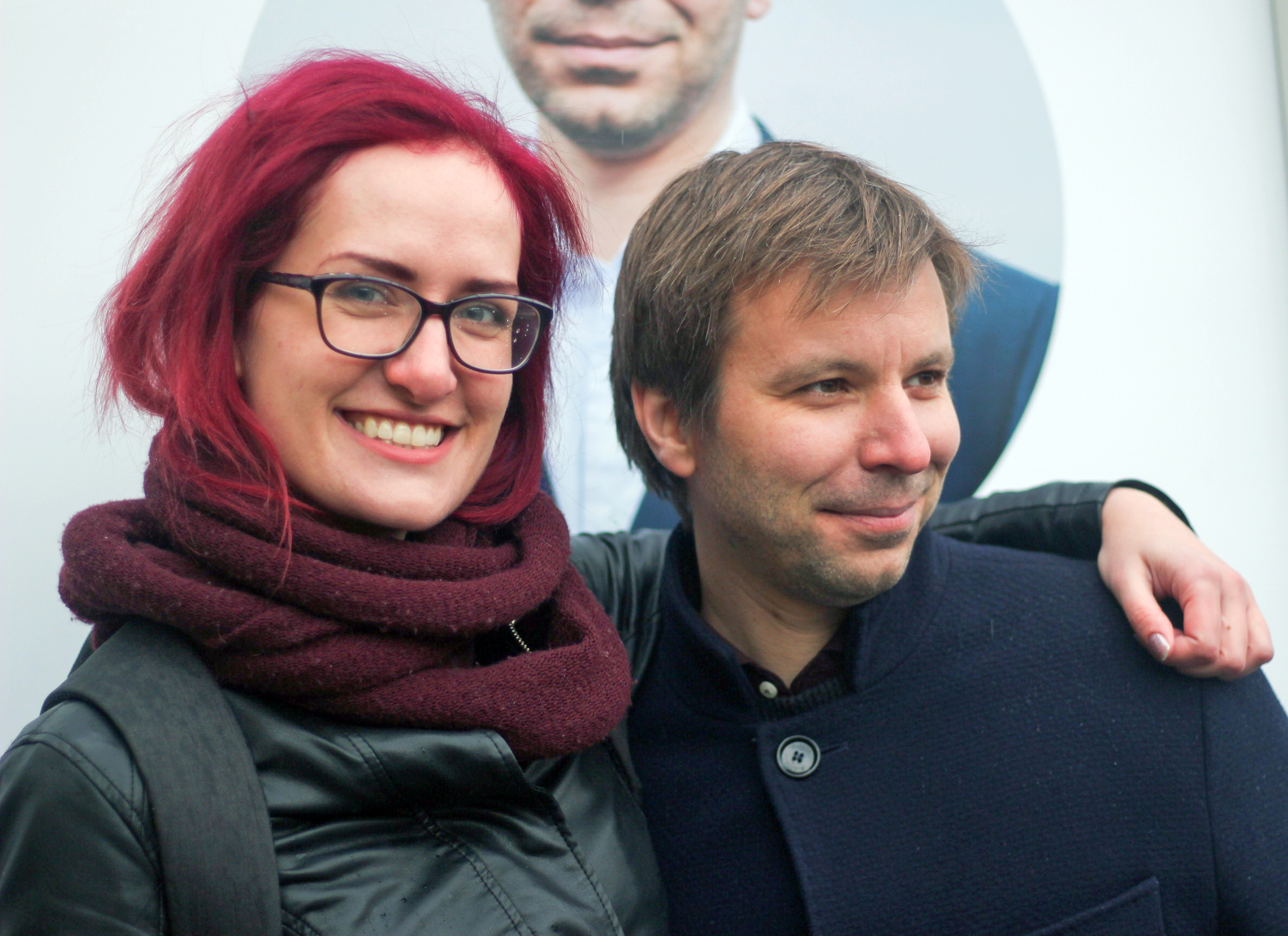
Markéta Gregorová zusammen mit dem Spitzenkandidaten der tschechischen Piraten zur Europawahl 2019, Marcel Kolaja

Markéta Gregorová trat der tschechischen Piratenpartei vor 2013 bei. Nach ihrem Beitritt leitete sie von 2013 bis 2015 den Bereich für auswärtige Beziehungen, 2017 bis 2019 leitete sie diesen erneut.
Die Partei nominierte sie für die Europawahl 2014. Die Partei gewann jedoch nur 4,78 Prozent und überschritt damit nicht die notwendige Sperrklausel von fünf Prozent. Auch bei den Wahlen 2016 zum südmährischen Regionalverband – auf einer Listenverbindung von Grünen und Piraten – konnte sie kein Mandat gewinnen. Ebenso bei den Wahlen zum tschechischen Abgeordnetenhaus 2017, bei denen ihre Partei 22 Sitze gewann, erlangte sie kein Mandat. Bei den Kommunalwahlen 2018 kandidierte sie für den Stadtrat von Brünn. Gregorová wurde gewählt, verzichtete jedoch auf das Amt der Kulturstadträtin, da sie die lokale Koalition aus ODS, KDU-ČSL, ČSSD und Piraten ablehnte.
Im Januar 2019 nominierten die tschechischen Piraten Gregorová für den zweiten Platz der Wahlliste für die Europawahl 2019. Bei der Wahl konnte die Piratenpartei im Vergleich zu 2014 deutlich an Stimmen gewinnen: Mit 13,95 Prozent der Stimmen gewann die Partei drei der 21 tschechischen Mandate. Zusammen mit Spitzenkandidat Marcel Kolaja und Mikuláš Peksa trat Gregorová nach längeren Verhandlungen der Fraktion Die Grünen/EFA bei. Zur Diskussion stand im Vorhinein auch ein Beitritt zur ALDE-Fraktion (heute Renew Europe), wobei die Piraten es ablehnten mit der tschechischen Regierungspartei ANO in einer Fraktion zu sein. Für die Fraktion ist Gregorová Mitglied im Ausschuss für internationalen Handel sowie stellvertretendes Mitglied im Ausschuss für auswärtige Angelegenheiten und im Unterausschuss für Sicherheit und Verteidigung.